# ジミー・コナーズ
ジミー・コナーズ（Jimmy Connors, 1952年9月2日 - ）は、アメリカ・イリノイ州ベルビル出身の元男子プロテニス選手。フルネームは James Scott Connors （ジェームズ・スコット・コナーズ）という。カリフォルニア大学ロサンゼルス校(U.C.L.A.)出身。
ビョルン・ボルグ、ジョン・マッケンロー、イワン・レンドルらと並び、男子テニスの歴史を通じて最も輝かしい黄金時代を築いた名選手のひとりである。コナーズは1970年代の男子テニス界に長らく王者として君臨した。左利き、バックハンド・ストロークは両手打ち。
4大大会通算8勝は、フレッド・ペリー、ケン・ローズウォール、イワン・レンドル、アンドレ・アガシと並ぶ男子テニス歴代8位タイ記録。
ATPツアーのシングルスではいずれも男子歴代1位のツアー109勝、シングルス1243勝などの大記録を持つ。世界ランキング1位連続保持記録「160週」は歴代2位(当時歴代1位、2007年2月26日にロジャー・フェデラーがコナーズの記録を更新し、2008年8月17日まで「237週」を記録)。また世界ランキング1位通算在位記録「268週」は当時歴代最長で、現在でもジョコビッチ(398週)、フェデラー(310週)、サンプラス(286週)、レンドル(270週)に次ぐ歴代5位である。
闘志溢れるプレーで高い人気を集め、観客を自分の味方につける術にも優れた選手だった。

## 選手経歴

### プロ入り - 1975年
1970年8月、カリフォルニア大学ロサンゼルス校(U.C.L.A)入学。1972年にプロ転向。1973年のウィンブルドン男子ダブルスでイリ・ナスターゼ（ルーマニア）と組んで初優勝を果たした。1974年、コナーズは初出場の全豪オープンで決勝でフィル・デントを下して優勝すると、ウィンブルドンと全米オープンでは、当時39歳のオーストラリアの名選手、ケン・ローズウォールを破り、4大大会男子シングルスの年間3冠を獲得した。なお残る全仏は出場停止で不出場であったため、この年はグランドスラム無敗であった。また、それ以外の大会を含めても実に15大会で優勝を飾るなど圧倒的な成績を残し、同年7月に初めて世界ランキング1位になった。
この頃コナーズは女子プロテニス選手のクリス・エバートと交際し、テニス界のビッグ・カップルとして話題を集めたが、後日婚約を破棄した。
翌1975年は前年と同じグランドスラム3大会でいずれも決勝に進出し連覇に王手をかけたが、すべて準優勝に終わった。
全豪ではジョン・ニューカム、ウィンブルドンではアーサー・アッシュ、全米ではマニュエル・オランテスに敗れている。しかし全米ではナスターゼと組んだ男子ダブルスで1973年ウィンブルドン以来の優勝を果たしている。なお、コナーズの全豪出場はこの1975年が最後となった。
この年も9大会で優勝するなどの好成績を残し、世界ランク1位の座は譲らなかった。

### 1976年 - 1979年
翌1976年、コナーズは全米オープンで3年連続の決勝進出を果たし、決勝で当時世界ランク2位のビョルン・ボルグを下し2年ぶり2回目の優勝を果たした。この年は、グランドスラムにはウィンブルドンと全米の２つにしか出場しなかったが、それでも13大会で優勝するなど依然他を圧倒する成績を残した。
翌1977年もグランドスラムにはウィンブルドンと全米のみに出場し、その両方で決勝に進出した。しかし、ウィンブルドンでは ボルグに、全米ではギリェルモ・ビラスに敗れいずれも準優勝に終わった。
この年、コナーズはボルグに世界ランク1位を奪われ、連続在位記録は160週でストップした。しかしわずか1週で奪い返し、そこからさらに84週に渡って世界ランク1位に君臨し続けた。
この年、ボルグ、ビラスとも10大会以上で優勝を飾るなど絶好調だったが、コナーズの牙城を崩すことはできなかった。
翌1978年もウィンブルドンと全米のみに出場し、その両方で決勝進出。ウィンブルドンでは前年と同じくボルグに敗れたが、全米ではそのボルグを下し、2年ぶり3度目の優勝を飾った。
1979年は、全仏の出場停止が解け、6年ぶりに全仏に出場し、ベスト4の成績を残した。続くウィンブルドンでは準決勝でボルグと対戦して敗れ、3年連続でボルグに阻まれる結果となった。また5年連続で決勝進出中だった全米準決勝でもマッケンローに敗れて連続決勝進出記録が5でストップした。世界ランク1位の座もボルグに奪われ、ここにコナーズ時代が終わった。

### 1980年～1985年(不遇の時期と復活)
コナーズはその後しばらく ボルグやマッケンローの後塵を拝し4大大会の優勝から遠ざかった。1980年は前年同様全豪以外のグランドスラム3大会すべてで準決勝敗退に終わる。1981年も全仏では準々決勝、ウィンブルドンと全米では準決勝で敗れた。しかし、 ボルグが1981年のウィンブルドン決勝でマッケンローに敗れて6連覇を逃し、全米でも同じマッケンローに敗れて以後ほとんど試合に出なくなると、コナーズは徐々に息を吹き返し始めた。
1982年、全仏こそ準々決勝で敗れたもののウィンブルドンと全米で優勝を飾った。ウィンブルドン決勝では、ボルグを退けて世界ランク1位となっていた前年覇者のマッケンローとの4時間15分の熱戦を制し、8年ぶり2度目の優勝を飾り、1978年全米以来のグランドスラム優勝を決めた。全米オープンでは決勝でイワン・レンドルを下し4年ぶり4度目の優勝を果たした。また、この年は3年ぶりに世界ランク1位にもなり、その後しばらくマッケンローやレンドルと壮絶な世界ランク1位争いを繰り広げた。
翌1983年には、全仏で3年連続の準々決勝敗退、連覇を目指したウィンブルドンではまさかの4回戦敗退に終わったが、全米オープンでレンドルを下し、2年連続5度目の優勝、4大大会通算8勝目を挙げた。これはコナーズのプロ通算「100勝目」の記念碑的な優勝となると同時に、コナーズの最後の4大大会優勝となった。
翌1984年は、ウィンブルドンで2年ぶりの決勝進出したが、この年82勝3敗という圧倒的な成績を残したマッケンローに敗れ準優勝に終わった。これがコナーズの最後の4大大会決勝となった。コナーズは4大大会決勝に15度進出し、8勝7敗という成績を残している。また、全仏と全米は準決勝敗退に終わった。1985年は、全仏、ウィンブルドン、全米のいずれも準決勝敗退に終わった。

### 1986年～(現役晩年)
その後のコナーズは、年齢的な衰えもあって好成績は少なくなり、1986年は15年ぶりにグランドスラム準々決勝に進出できなかった(しかしグランドスラム以外の大会では軒並み好成績を維持しており、この年もトップ10を守っている)。しかし翌1987年は、35歳を迎えるにもかかわらず全仏では準々決勝、ウィンブルドンと全米では準決勝まで進出した。その後はグランドスラムでの早期敗退も増えたが、地元の全米では1988年、1989年にも準々決勝まで進んだ。
1990年は手首の手術を受け、公式戦にほとんど出場しなかった(0勝3敗)。しかし翌1991年は、全米オープンで、コナーズはワイルドカードで辛うじてノーシード選手として出場。深夜まで繰り広げた第1ラウンドでパトリック・マッケンローに第5セットで競り勝つ。第2、第3ラウンドでストレート勝ちし、39歳を迎える第4ラウンドでアーロン・クリックステインとの歴史的な死闘を繰り広げ、第5セットで見事逆転勝利を飾る。準決勝で当年度の全仏オープン優勝者ジム・クーリエにストレートに敗れてベスト4に留まったが、コナーズの久々の活躍はアメリカのテニスファンを大いに沸かせた。
コナーズが1年間をフル参戦したのは1992年が最後でこの年を限りを限りに第一線を退いたが、その後も年に数大会ずつの出場記録があり、1996年(1大会のみ)まで出場記録が残っている。先述したように、その長い選手生活で数々の大記録を残している。他にも20年連続グランドスラム出場をはじめ、14年連続グランドスラム準々決勝進出など、選手生命の長さを象徴する記録を持っている。
全米オープン5勝は、ピート・サンプラス・ロジャー・フェデラーと並ぶ大会最多タイ記録（オープン化前の全米選手権では、リチャード・シアーズ、ウィリアム・ラーンド、ビル・チルデンの3人が7度優勝している）。
また、全米オープンではシングルス通算で98勝を挙げた。これは全米の最多勝記録である。以下2位のフェデラーが89勝、3位のジョコビッチが88勝(2023年終了時)、4位のアガシが79勝，5位のレンドルが73勝、6位のサンプラスが71勝と2位以下に大きな差をつけている。
ウィンブルドンでもシングルス通算で84勝を挙げており、フェデラーの105勝とジョコビッチの92勝(2023年終了時)に次ぐ3位である。4位のベッカーが71勝、5位のサンプラスが63勝。
全盛期に出場できなかった全仏オープンのみ優勝には手が届かず、4度の準決勝止まりに終わった。

### 引退後
現役引退後、35歳以上の選手を対象にした男子テニスのシニア・ツアーを提唱したのはコナーズである。1998年に国際テニス殿堂入りを果たした。2006年7月26日、コナーズはアンディ・ロディックのコーチに就任することを表明した。現在は、シニアツアー参戦の最低年齢は「30歳」に引き下げられている。

## プレースタイル
コナーズは、テニス界に強打の概念を持ち込んだ選手と言われる。当時のテニスには優雅なイメージがあり、フォアもバックもスライスで美しく決めるのが主流であったが、コナーズはフラットの強打を取り入れてそのイメージを根底から覆した。そのため、「野獣」コナーズと呼ばれることもあった。コントロールの難しい強力なフラット系のショットを天性のボールタッチで次々に叩き込む光景はまさに野獣そのものだったであろう。
また、男子テニスに両手打ちバックハンドを持ち込んだのも、コナーズとボルグであると言われる。それまで両手打ちは非力な女子選手がするものだと敬遠されていたが、コナーズとボルグの登場によりそのイメージは払拭された。現在では大多数の上位選手が両手打ちとなっている。
弱点としてサーブの弱さがあったが、それを補ってあまりあるストロークとリターンをもつ上、ネットダッシュも積極的に採用し、ボレーもこなすことが出来るオールラウンダーとも呼べる選手であった。

## 私生活
コナーズは1974年から1975年にかけて同じプロテニス選手のクリス・エバートと婚約していた。1974年のウィンブルドン選手権のシングルスではダブル優勝という快挙を果たし、マスコミから「ラブバード・ダブル」と称賛された。2人の婚約は1975年のウィンブルドン選手権の直前に破棄された。その後コナーズとエバートは1976年と1978年に一時的に和解したが結局別れた。2013年5月にコナーズは自伝を書き、その中でエバートが子供を妊娠したが一方的に中絶を決めたと主張している。
元ミス・ワールドのマージョリー・ウォレスは1976年から1977年にかけてコナーズと婚約していた。1979年、コナーズはプレイボーイのプレイメイト、パティ・マクガイアと結婚した。夫妻にはブレットという息子とオーブリーという娘の2人の子供がおり、カリフォルニア州サンタバーバラに住んでいる。

## 記録
※オープン化以降
最多通算試合数「1557」
最多通算試合勝利数「1274勝」
最多通算タイトル獲得数「109」
最多通算決勝進出数「164回」
最多通算準決勝進出「235回」
最多グランドスラムグラスコート勝利数「107勝」
年間勝率80％以上「13年」※歴代4位
1974–1985,1987
年間勝率80％以上「12年連続」※歴代2位
1974–1985
グランドスラム通算準決勝進出「31回」※歴代4位
グランドスラム通算準々決勝進出「41回」※歴代4位
グランドスラム通算勝利数「233勝」※歴代4位
最多全米オープン優勝「5回」
ピート・サンプラス、ロジャー・フェデラーとタイ記録
全米オープン連続ベスト4「12連続」
全米オープン最多勝利数「98勝」
全米オープン最多試合数「115」
全米オープン最多本大会参加「22回」
ワールドチャンピオンシップテニス最多優勝「48」
9年連続5タイトル以上獲得
1972–1980
13年連続4タイトル以上獲得
1972–1984
グランプリチャンピオンシップシリーズ 1シーズンで5タイトル
ロッド・レーバー、ノバク・ジョコビッチとタイ記録。
3年間初めから終わりまで世界ランキング1位
ロジャー・フェデラーも記録
12年間世界ランク3位以内
1973–1984
12年連続世界ランク3位以内
1973–1984
14年間世界ランク4位以内
1973–1987
14年間世界ランク5位以内
1973–1987
16年間世界ランク10位以内
1973–1988
16年連続世界ランク10位以内
1973–1988
※その他多数の記録を保持

## 4大大会優勝
- 全豪オープン　男子シングルス：1勝（1974年）
- ウィンブルドン　男子シングルス：2勝（1974年、1982年）／男子ダブルス：1勝（1973年）
- 全米オープン：5勝（1974年、1976年、1978年、1982年、1983年）／男子ダブルス：1勝（1975年）　［大会歴代4位タイ記録］
  - コナーズは全米オープンで過去に採用された3種類のコートサーフェス（表面）全てで優勝した、唯一のテニス選手である（天然芝：1974年、グリーンクレー：1976年、ハード：1978年・1982年・1983年）

| 年     | 大会           | 対戦相手             | 試合結果                |
| ------ | -------------- | -------------------- | ----------------------- |
| 1974年 | 全豪オープン   | フィル・デント       | 7-6, 6-4, 4-6, 6-3      |
| 1974年 | ウィンブルドン | ケン・ローズウォール | 6-1, 6-1, 6-4           |
| 1974年 | 全米オープン   | ケン・ローズウォール | 6-1, 6-0, 6-1           |
| 1976年 | 全米オープン   | ビョルン・ボルグ     | 6-4, 3-6, 7-6, 6-4      |
| 1978年 | 全米オープン   | ビョルン・ボルグ     | 6-4, 6-2, 6-2           |
| 1982年 | ウィンブルドン | ジョン・マッケンロー | 3-6, 6-3, 6-7, 7-6, 6-4 |
| 1982年 | 全米オープン   | イワン・レンドル     | 6-3, 6-2, 4-6, 6-4      |
| 1983年 | 全米オープン   | イワン・レンドル     | 6-3, 6-7, 7-5, 6-0      |

## ATPツアー決勝進出結果

### シングルスタイトル:(109)
| カテゴリー                                                                            | タイトル数 |
| ------------------------------------------------------------------------------------- | ---------- |
| グランドスラム                                                                        | 8          |
| 年間最終戦 : マスターズ・グランプリ (1970–1989)                                       | 1          |
| 年間最終戦 : WCTファイナル (1971–1989)                                                | 2          |
| スーパーハイカテゴリー : グランプリスーパーシリーズ (1970–1989)                       | 17         |
| ハイカテゴリー :グランプリスーパーシリーズ (1970–1989), WCT (1968–1989)               | 49         |
| ローカテゴリー : グランプリレギュラーシリーズ (1970–1989), WCT R シリーズ (1968–1989) | 32         |

| サーフェス別タイトル |
| -------------------- |
| 屋外クレー (11)      |
| 屋外芝 (9)           |
| 屋外ハード (34)      |
| 室内ハード (16)      |
| 室内カーペット (39)  |

## 4大大会シングルス成績
略語の説明
| W | F | SF | QF | #R | RR | Q# | LQ | A | Z# | PO | G | S | B | NMS | P | NH |

W=優勝, F=準優勝, SF=ベスト4, QF=ベスト8, #R=#回戦敗退, RR=ラウンドロビン敗退, Q#=予選#回戦敗退, LQ=予選敗退, A=大会不参加, Z#=デビスカップ/BJKカップ地域ゾーン, PO=デビスカップ/BJKカッププレーオフ, G=オリンピック金メダル, S=オリンピック銀メダル, B=オリンピック銅メダル, NMS=マスターズシリーズから降格, P=開催延期, NH=開催なし.
| 大会           | 1970 | 1971 | 1972 | 1973 | 1974 | 1975 | 1976 | 1977 | 1978 | 1979 | 1980 |
| -------------- | ---- | ---- | ---- | ---- | ---- | ---- | ---- | ---- | ---- | ---- | ---- |
| 全豪オープン   | A    | A    | A    | A    | W    | F    | A    | A/A  | A    | A    | A    |
| 全仏オープン   | A    | A    | 2R   | 1R   | A    | A    | A    | A    | A    | SF   | SF   |
| ウィンブルドン | A    | 1R   | QF   | QF   | W    | F    | QF   | F    | F    | SF   | SF   |
| 全米オープン   | 1R   | 2R   | 1R   | QF   | W    | F    | W    | F    | W    | SF   | SF   |

| 大会           | 1981 | 1982 | 1983 | 1984 | 1985 | 1986 | 1987 | 1988 | 1989 | 1990 | 1991 | 1992 | 通算成績 |
| -------------- | ---- | ---- | ---- | ---- | ---- | ---- | ---- | ---- | ---- | ---- | ---- | ---- | -------- |
| 全豪オープン   | A    | A    | A    | A    | A    | -    | A    | A    | A    | A    | A    | A    | 11-1     |
| 全仏オープン   | QF   | QF   | QF   | SF   | SF   | A    | QF   | A    | 2R   | A    | 3R   | 1R   | 40-13    |
| ウィンブルドン | SF   | W    | 4R   | F    | SF   | 1R   | SF   | 4R   | 2R   | A    | 3R   | 1R   | 84-18    |
| 全米オープン   | SF   | W    | W    | SF   | SF   | 3R   | SF   | QF   | QF   | A    | SF   | 2R   | 98-17    |

※: 1971年ウィンブルドン1回戦の不戦敗は通算成績に含まない。
また、1974年・1975年の全豪、1972年の全仏は64ドローである。